# Водарс, Зигрун
Зигрун Людвигс (в замужестве Грау, затем Водарс; нем. Sigrun Wodars; род. 7 ноября 1965, Ной-Калис, Мекленбург — Передняя Померания) — восточно-германская легкоатлетка (бег на средние дистанции), чемпионка и призёр чемпионатов и Кубка Европы, призёр Кубка мира, чемпионка мира и Олимпийских игр, участница двух Олимпиад.

## Карьера
В 1983 году Людвигс стала чемпионкой Европы среди юниоров в эстафете 4×400 метров. В дальнейшем все её основные успехи были связаны с бегом на 800 метров. В 1986 году она стала победительницей чемпионата Европы в помещении в Мадриде и серебряным призёром чемпионата Европы на открытом воздухе в Штутгарте, уступив советской бегунье Надежде Олизаренко.
На следующий год она стала второй на чемпионате Европы в помещении, уступив своей соотечественнице Кристине Вахтель и победительницей чемпионата мира (1.55,26 — национальный рекорд) в Риме, опередив Кристину Вахтель и советскую спортсменку Любовь Гурину.
На летней Олимпиаде 1988 года в Сеуле Водарс стала олимпийской чемпионкой с результатом (1:56,10 с), опередив Кристину Вахтель и американку Ким Галлахер. На следующей Олимпиаде 1992 года в Барселоне Водарс выбыла из борьбы за медали после полуфинального забега (2:00,91 с).